# Herb powiatu będzińskiego
Herb powiatu będzińskiego – jeden z symboli powiatu będzińskiego, którego obecna wersja, autorstwa Kamila Wójcikowskiego i Roberta Fidury, została ustanowiona 11 kwietnia 2022.

## Wygląd i symbolika
Herb przedstawia na tarczy w polu czerwonym od czoła pół orła srebrnego z dziobem i przepaską koniczynową na skrzydłach złotymi, w takiejż koronie na głowie, zaś od podstawy wieżę srebrną, flankowaną przez dwie mniejsze wieże, wszystkie blankowane z zaznaczonym żyłowaniem i pojedynczymi oknami czarnymi, wieże boczne dodatkowo nakryte trójkątnymi daszkami złotymi.
Godła występujące w herbie nawiązują do historycznych związków większości ziem obecnego powiatu z historyczną ziemią krakowską (pół orła krakowskiego) oraz do miejscowych zamków – królewskiego w Będzinie oraz biskupich w Siewierzu i Sławkowie.

## Historia

Poprzednia wersja herbu

Wcześniejszy herb powiatu będzińskiego nawiązywał do tych samych motywów, ale miał niewłaściwą realizację plastyczną. Nowy herb, będący korektą herbu poprzedniego, opracowali Kamil Wójcikowski i Robert Fidura przy współudziale władz powiatu będzińskiego. Herb został przyjęty Uchwałą nr XXXV/375/2022 Rady Powiatu Będzińskiego z dnia 11 kwietnia 2022 r. w sprawie ustanowienia herbu, flagi, flagi stolikowej, banneru, pieczęci i sztandaru Powiatu Będzińskiego oraz zasad ich używania.